# Vizma Belševica
Vizma Belševica född 30 maj 1931 i Riga, Lettland, död där 6 augusti 2005, var en lettisk författare och poet. Hon utkom med sina första dikter 1955. 
Belševica, som föddes i Riga, studerade litteraturvetenskap vid Maksim Gorkij-institutet i Moskva under 1950-talet. Hennes tidigaste produktion brukar anklagas för kommunistisk tendens, något som hon senare medgivit och tydligt tagit avstånd från. Under 1960-talet blev Belševica allt mer illa sedd av det kommunistiska styret eftersom hon vägrade anpassade sig till den sovjetiska litteraturpolitiken. Diktsamlingen Jūra deg ("Havet brinner") utkom 1966. Denna vållade Belševica stora problem, särskilt på grund av dikten "Anteckningar i marginalen av Henricus de Lettis livonska krönika". Diktens handling utspelar sig på 1200-talet i det av Tyska orden ockuperade Livland. Parallellen med Sovjets ockupation av Lettland var uppenbar, även för censuren. En våg av repressalier följde: Belševica förbjöds under nära åtta år publicera och uteslöts ur Sovjet-Lettlands författarförbund. 
Tiden av påtvingat yrkesförbud använde Belševica bland annat till att översätta  Shakespeare, Hemingway och Pusjkin. Sedan förbudet hävts utkom nya diktsamlingar fram till 1987 då Belševicas son, poeten Klāvs Elsbergs omkom under oklara omständigheter. Möjligen var det fråga om ett politiskt mord, eventuellt ett attentat riktat mot Belševica själv. Under slutet av 1980-talet utgav hon ingenting. 1990 invaldes hon i Lettiska akademin som hedersledamot. Under 2000-talet fördes hennes namn på tal i samband med utdelandet av Nobelpriset i litteratur. På svenska finns, i översättning av Juris Kronbergs, valda delar av hennes lyriska produktion samt den självbiografiska romansviten om flickan Bille.